# Severnoatlantske letalske poti
North Atlantic Tracks System (NATS) so transatlantske letalske poti (rute) med Severno Ameriko in Evropo. Večinoma jih uporabljajo potniška letala, malo manj pogosto transportna. Poti so določene tako, da zagotavljajo potrebno separacijo - zračni prostor nad oceanom večinoma ni radarsko pokrit. Piloti imajo za večjo varnost na voljo tudi sistem za preprečevanje trkov v zraku - TCAS. NATS področje obsega višino od 29000 do 42000 čevljev. Zračno kontrolo zagotavlja posebni kontroler. NATS je razdeljeno na dve veliki področji vzhodni Shanwick Oceanic Control (EGGX) in zahodni Gander Center (CZQX).
Za komunikacijo se uporabljajo visoke frekvence (HF), VHF namreč ne delujejo na tako dolge razdalje. Letala sicer lahko komunicirajo z VHF med seboj. Obstajajo tudi minimalne zahteve za opremo, ki je potrebna za letenje v NATS. Letala, ki nimajo te opreme, lahko letijo transatlantske lete, vendar ne v območju NATS.
NATS rute niso fiksne, spreminjajo se dvakrat na dan (vendar ne med letom), odvisno od vremenskih pogojev. Cilj je izbrati ruto z najkrajšim časom leta - Minimum Time Route (MTR). Čim bolj se skuša izkoriščati repne vetrove in se skuša izogibati čelnim vetrovom - tako se skrajša čas leta in zmanjša poraba goriva. MTR ruta ni vedno najkrajša, na primer če ima letalo 200 km/h vetra v rep, bo lahko kljub daljši razdalji priletelo na destinacijo hitreje kot po geografsko najkrajši ruti. Letala, ki letijo iz Severne Amerike v Evropo, imajo prednost zaradi močnega zahodnika na velikih višinah (t. i. jet stream).
Na dan lahko NATS uporablja tudi do 1500 letal. Skoraj vsa letala so širokotrupna, izjema je Boeing 757, ki ima sorazmerno velik doseg.
Nadzvočni Concorde je uporabljal t. i. »nadzvočne« (supersonic) rute, za razliko od NATS so bile te rute fiksno določene. Njihova višina je od 45000 do 60000 čevljev. Na tej višini so vremenski pogoji manj spremenljivi.